# Несрећна Кафина
„Несрећна Кафина” је југословенски ТВ филм из 1984. године. Режирао га је Љубомир Драшкић а сценарио је написао Војислав Костић по делу Јована Јовановића Змаја.

## Улоге
| Глумац                     | Улога               |
| -------------------------- | ------------------- |
| Властимир Ђуза Стојиљковић | Краљ Ритибим        |
| Тања Бошковић              | Кафина, краљева кћи |
| Драган Лаковић             | Харамбаша Зодекер   |
| Љубиша Бачић               | Роб                 |